# Südafrikanische Badmintonmeisterschaft 1970
Die Südafrikanische Badmintonmeisterschaft 1970 fand in Johannesburg statt. Es war die 20. Austragung der nationalen Titelkämpfe im Badminton in Südafrika.

## Titelträger
| Disziplin    | Sieger                     |
| ------------ | -------------------------- |
| Herreneinzel | Alan Parsons               |
| Dameneinzel  | Wilma Prade                |
| Herrendoppel | Alan Parsons William Kerr  |
| Damendoppel  | Ann Parsons Wilma Prade    |
| Mixed        | Bruce Clark Annesley Clark |